# العلاقات الطاجيكستانية الفنلندية
العلاقات الطاجيكستانية الفنلندية هي العلاقات الثنائية التي تجمع بين طاجيكستان وفنلندا.

## مقارنة بين البلدين
هذه مقارنة عامة ومرجعية للدولتين:
| وجه المقارنة                                              | طاجيكستان                          | فنلندا                                                                               |
| --------------------------------------------------------- | ---------------------------------- | ------------------------------------------------------------------------------------ |
| المساحة (كم2)                                             | 143.10 ألف                         | 338.42 ألف                                                                           |
| عدد السكان (نسمة)                                         | 8.92 مليون                         | 5.52 مليون                                                                           |
| الكثافة السكانية (ن./كم²)                                 | 62.33                              | 16.31                                                                                |
| العاصمة                                                   | دوشنبه                             | هلسنكي                                                                               |
| اللغة الرسمية                                             | اللغة الطاجيكية                    | اللغة الفنلندية، اللغة السويدية                                                      |
| العملة                                                    | ساماني طاجيكي، الروبل الطاجيكستاني | يورو، ماركا فنلندية                                                                  |
| الناتج المحلي الإجمالي (بليون دولار)                      | 7.15 مليار                         | 251.88 مليار                                                                         |
| الناتج المحلي الإجمالي (تعادل القوة الشرائية) بليون دولار | 24.03 مليار                        | 231.84 مليار                                                                         |
| الناتج المحلي الإجمالي الاسمي للفرد دولار أمريكي          | 925                                | 42.31 ألف                                                                            |
| الناتج المحلي الإجمالي للفرد دولار أمريكي                 | 2.69 ألف                           | 40.68 ألف                                                                            |
| مؤشر التنمية البشرية                                      | 0.624                              | 0.883                                                                                |
| رمز المكالمات الدولي                                      | +992                               | +358                                                                                 |
| رمز الإنترنت                                              | .tj                                | .fi                                                                                  |
| المنطقة الزمنية                                           | ت ع م+05:00                        | ت ع م+02:00، ت ع م+03:00، أوروبا/هلسنكي ‏، توقيت شرق أوروبا، توقيت شرق أوروبا الصيفي ‏ |

## منظمات دولية مشتركة
يشترك البلدان في عضوية مجموعة من المنظمات الدولية، منها:
| علم المنظمة | اسم المنظمة                        | تاريخ انضمام طاجيكستان | تاريخ انضمام فنلندا |
| ----------- | ---------------------------------- | ---------------------- | ------------------- |
|             | مؤسسة التنمية الدولية              | 4 يونيو 1993           | 29 ديسمبر 1960      |
|             | منظمة الأمن والتعاون في أوروبا     | 30 يناير 1992          | 25 يونيو 1973       |
|             | مؤسسة التمويل الدولية              | 2 ديسمبر 1994          | 20 يوليو 1956       |
|             | منظمة حظر الأسلحة الكيميائية       | ?                      | ?                   |
|             | الأمم المتحدة                      | 2 مارس 1992            | 14 ديسمبر 1955      |
|             | الاتحاد الدولي للاتصالات           | 28 أبريل 1994          | 1 سبتمبر 1920       |
|             | منظمة الشرطة الجنائية الدولية      | ?                      | ?                   |
|             | البنك الدولي للإنشاء والتعمير      | 4 يونيو 1993           | 14 يناير 1948       |
|             | الاتحاد البريدي العالمي            | ?                      | ?                   |
|             | وكالة ضمان الاستثمار متعدد الأطراف | 9 ديسمبر 2002          | 28 ديسمبر 1988      |
|             | بنك التنمية الآسيوي                | 1998                   | 1966                |
|             | يونسكو                             | 6 أبريل 1993           | 10 أكتوبر 1956      |
|             | الفريق المعني برصد الأرض           | ?                      | ?                   |

## وصلات خارجية
- موقع وزارة الخارجية الفنلندية